# Operation Matterhorn
Die Operation Matterhorn war eine strategische Bomberoffensive der Luftstreitkräfte der US-Armee auf die japanischen Hauptinseln während des Pazifikkriegs im Zweiten Weltkrieg. Neben Industrie- und Militäranlagen in Japan gehörten auch japanische Stützpunkte in China und Südostasien zu den weiteren Zielen.

## Vorgeschichte
Die Idee, strategische Bomber in China zu stationieren, war nicht ganz neu. Auf der Symbol-Konferenz in Casablanca im Januar 1943 erörterte US-Präsident Franklin D. Roosevelt mit dem britischen Premierminister Winston Churchill die Möglichkeit von Luftoperationen gegen die Japaner von chinesischen Stützpunkten aus. General George C. Marshall unterstützte General Henry H. Arnolds Ansicht, dass die japanische Industrie sehr anfällig für Bombardierungen aus der Luft sei. Deren entsprechende Reaktion hatte sich schon bei der Durchführung des Doolittle-Raids im Jahr zuvor gezeigt. Der Präsident fügte hinzu, dass regelmäßige Bombardierungen Japans auch enorme Auswirkungen auf die Moral des chinesischen Volkes hätten. Daher schlug er vor, 200 bis 300 Flugzeuge nach China zu schicken, darunter schwere B-24-Bomber, und schlug weiter vor, die Bomber in Britisch-Indien zu stationieren und dann über vorgelagerte Stützpunkte in China operieren zu lassen.

## Operationsplanung
Während diese Option durch die Planungskommission geprüft wurde, trafen sich die Combined Chiefs-of-Staff auf der Quadrant-Konferenz in Quebec und genehmigten im August desselben Jahres eine strategische Offensive nach Westen durch den Zentralpazifik, die die Eroberung der Marianen-Inseln umfasste. Die Inseln lagen näher an den japanischen Inseln als alle Stützpunkte in China. Zudem hatten sie den Vorteil, dass sie leichter versorgt und verteidigt werden konnten als Stützpunkte an anderen Standorten, da sie sich dann in den Händen der Alliierten befänden. Der neue VLR-Bomber, die B-29, war in der Lage, in einer Reichweite zu operieren, die es erlauben würde direkte Angriffe auf die japanischen Heiminseln von Stützpunkten in den Marianen sowie aus China auszuführen.

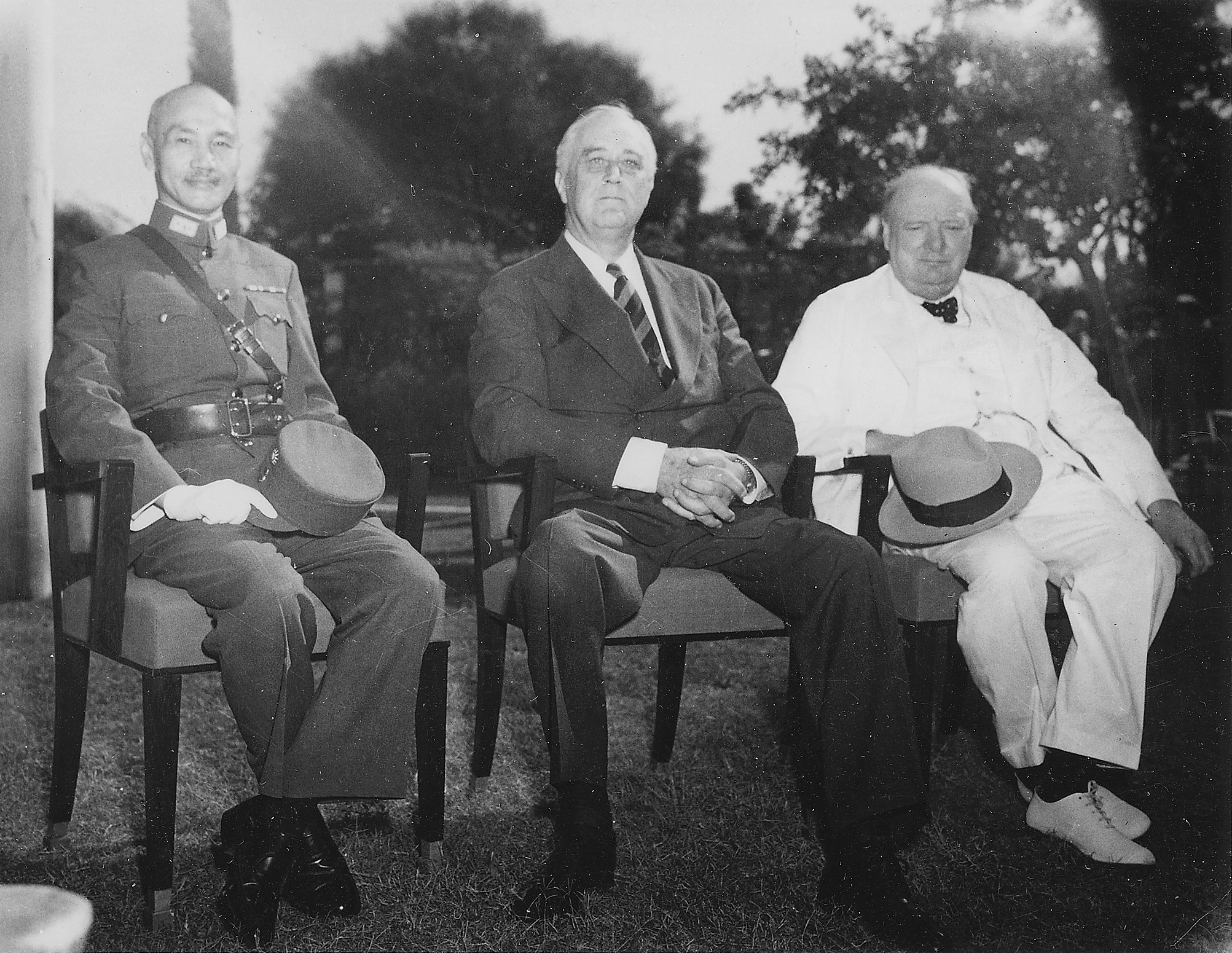
V. l. n. r.: Generalissimus Chiang Kai-shek, US-Präsident Franklin D. Roosevelt und der britische Premierminister Winston Churchill auf der Konferenz in Kairo

Im September kam das Planungsteam der Combined Chiefs of Staff zum Schluss, dass B-29-Bomber, die in China operieren und daher außer durch die Einbeziehung in die „Hump“-Luftbrücke von der Nachschubversorgung ausgeschlossen sind, unter einer Vielzahl logistischer Probleme leiden würden. US-Präsident Franklin D. Roosevelt entschied sich jedoch für Stützpunkte in China, da er es kaum erwarten konnte, mit der Bombardierung der japanischen Heimatinseln zu beginnen. Daher versprach Roosevelt Generalissimus Chiang Kai-shek auf der Sextant-Konferenz in Kairo, dass schwere B-29-Bomber in China stationiert würden. General Henry H. Arnold, der Oberbefehlshaber der United States Army Air Forces (USAAF), unterstützte diese Entscheidung als vorübergehende Lösung. Ihm war jedoch bewusst, dass strategische Missionen gegen Japan von den Marianen aus größere strategische Möglichkeiten boten, sobald Stützpunkte auf diesen Inseln verfügbar waren.
Im Oktober 1943 entwarf Brigadegeneral Kenneth B. Wolfe von der USAAF den Plan zur Operation Matterhorn zur Durchführung durch das XX Bomber Command. Wolfe stützte sich dabei auf einen ersten Plan mit dem Decknamen Setting Sun, der auf einem von Roosevelt auf der Casablanca-Konferenz entworfenen Entwurf und auf dem Twilight-Gegenplan von Generalleutnant Joseph Stilwell, dem US-amerikanischen Stabschef von Chiang Kai-shek, basierte.
Die formelle Charta, nach der die Twentieth Air Force operieren sollte, stellte sich wie folgt dar:
1. Es sollte eine strategische Luftwaffe der Armee mit der Bezeichnung Twentieth gegründet werden, die direkt unter den Joint Chiefs of Staff mit dem kommandierenden General der Army Air Force als ausführendem Kommandeur operieren sollte, um ihre Anweisungen für den Einsatz von VLR-Bombern[A 1] umzusetzen.
2. Wichtige Entscheidungen bezüglich Einsatz, Missionen und Zielvorgaben sollten den Joint Chiefs of Staff getroffen und vom kommandierenden General ausgeführt werden.
3. Sollte ein strategischer oder taktischer Notfall eintreten, könnten Einsatzgebiets- oder Gebietskommandanten VLR-Bomber für andere Zwecke als den Hauptauftrag einsetzen, wobei die Joint Chiefs of Staff darüber unverzüglich in Kenntnis zu setzen sind.
4. Die Verantwortung für die Bereitstellung geeigneter Stützpunkte und die Stützpunktverteidigung liegt gemäß den Anweisungen der Joint Chiefs of Staff bei den Einsatzgebiets- oder Gebietskommandanten.
5. Um Verwirrung vor Ort zu vermeiden, würden die Joint Chiefs of Staff den Einsatzgebiets- oder Gebietskommandanten logistische Verpflichtungen für Einheiten der Twentieth Air Force übertragen, die von ihren Kommandos aus operieren. Die Verantwortung für die Festlegung gerechter und einheitlicher Verwaltungsrichtlinien mit der Verpflichtung für die lokale Koordinierung zu sorgen, liegt bei ihnen. Konflikte zwischen Einsatzkräften, die nach allgemeinen Weisungen der Joint Chiefs of Staff operieren und VLR-Kräften, die nach deren besonderen Weisungen operieren, sind zu vermeiden.
6. Die Richtlinien der Joint Chiefs of Staff für den VLR-Betrieb würden so formuliert, dass mögliche Reibungen innerhalb der verschiedenen Kriegsgebiete minimiert werden.
7. General Arnold sollte direkte Kommunikation mit den VLR-Führungskräften vor Ort haben.[4]

Das XX Bomber Command wurde am 27. November 1943 in Salina, Kansas, aktiviert.

### Operation Setting Sun
Der Plan zur Operation Setting Sun basierte auf Unterstützung der in China stationierten Fourteenth Air Force von Generalmajor Claire Lee Chennault. Dieser hatte vorgeschlagen, dass die B-29-Bomber dauerhaft in Britisch-Indien und in China stationiert werden sollten. Da die Planer nicht bereit waren, die Rückeroberung Hongkongs abzuwarten, rechneten sie damit, ohne die Vorteile eines ostchinesischen Hafens zu operieren. Die logistische Unterstützung musste über Britisch-Indien erfolgen, und zwar unbeschadet anderer Operationen. Dies passte genau zum Vorschlag von Chennault.
Die vorgelagerten Luftwaffenstützpunkte in China wären autark auf der Grundlage von Material, das von Indien über den „Hump“ geflogen wurde, mit B-29-Flugzeugen, einer Flotte von Consolidated C-109-Tankflugzeugen, 20 Consolidated C-87-Transportern und drei Curtiss C-46 Unterstützungsstaffeln des Bomberkommandos. Die vorgeschobenen Operationsbasen für die B-29-Bomber sollten in der südchinesischen Provinz Guangxi liegen.

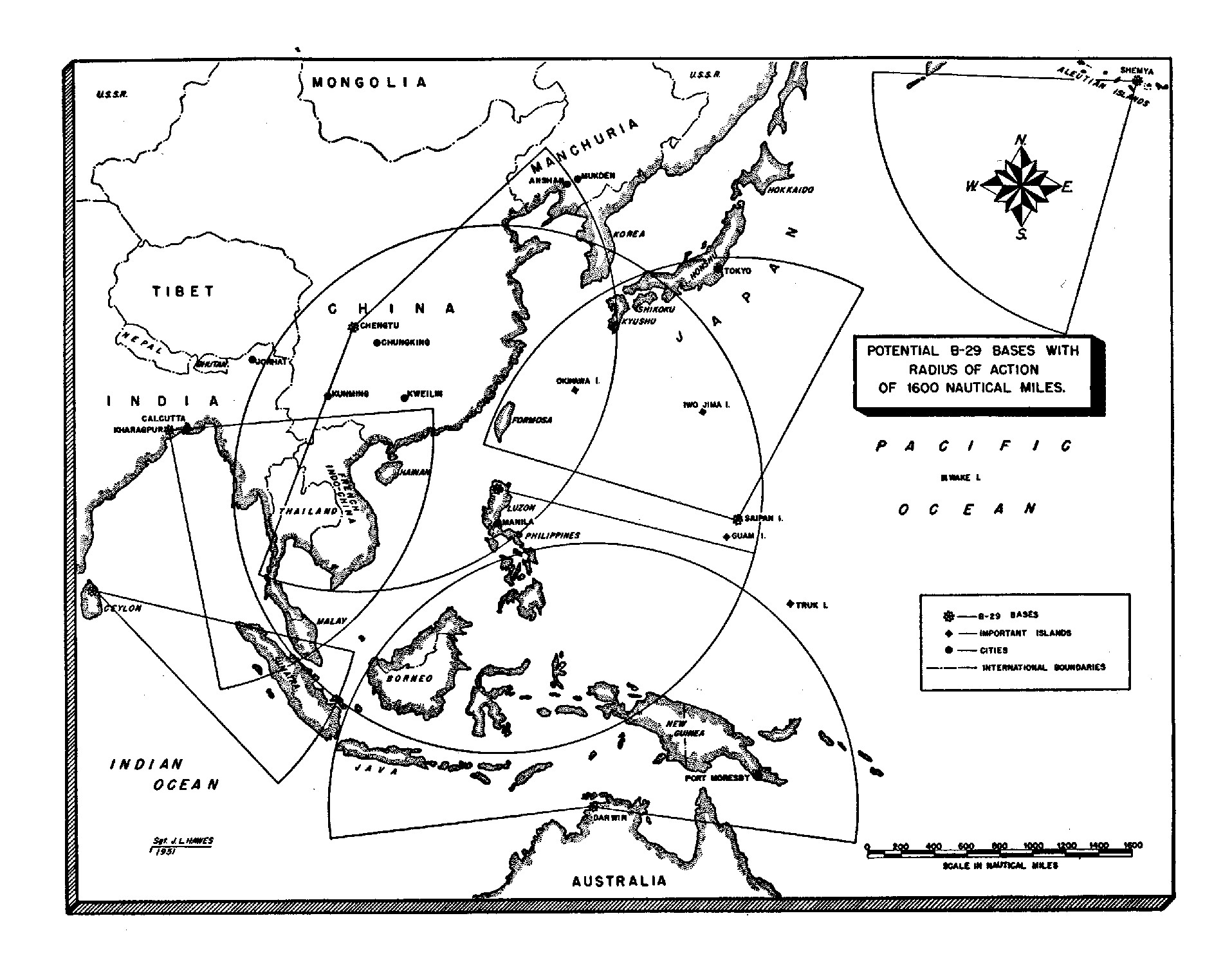
Karte mit eingetragenen potenziellen B-29-Stützpunkten mit einem Aktionsradius von 1600 Seemeilen (rund 2963 Kilometer)

### Operation Twilight
Operation Twilight war die Version von Generalleutnant Joseph W. Stilwell und Generalmajor George E. Stratemeyer, dem Kommandeur des Eastern Air Command, South-East Asia Air Command. Der Plan erwies sich als praktikabler und wurde zunächst von den Planern der Combined Chiefs of Staff übernommen.
Twilight schlug die Aufstellung einer Streitmacht von 10 bis 20 Gruppen (letztendlich auf 30 aufgestockt) schwerer Boeing B-29 Superfortress-Bomber auf chinesischen Stützpunkten in der Nähe von Changsha vor. Zusätzlicher Treibstoff, Bomben und andere Vorräte würden von 45 schweren Consolidated B-24-Liberator-Bombern, die zu Transportern umgebaut werden und 367 C-54 Skymaster oder Consolidated C-87 direkt von Kalkutta nach Kweilin transportiert. Später könnten B-29-Gruppen im Raum Mandalay stationiert werden.
Die Planungsstab ging davon aus, dass Japan in sechs Monaten besiegt werden könnte, wenn fünf Einsätze pro Monat von 28 B-29-Gruppen durchgeführt würden. Realistischer sogar, dass ein Feldzug im Oktober 1944 mit geringerer Einsatzzahl (aber zunehmender Anzahl an Flugzeugen, falls die B-29-Produktion dies erlauben würde) eine alliierte Besetzung Japans ab September 1945 ermöglichen könnte.
Der Twilight-Plan gewährleistete eine größere Sicherheit für die Bomber sowie ein größeres Maß an Autarkie und hätte es zehn Bomber-Gruppen ermöglicht, bis April 1945 ihren Betrieb aufzunehmen.

### Operation Drake
Zum Aufbau der Bomberflotte vom Typ Boeing B-29 Superfortress in China wurde die Operation Drake entwickelt. Doch trotz der massiven Bemühungen der Chinesen, so weit wie möglich neue Stützpunkte zu errichten, zeigte sich schnell, dass diese zu weit von den japanischen Hauptinseln entfernt lagen, als dass die Bomber von diesem Schauplatz aus entscheidende Angriffe verüben konnten. Ein Teil des Plans basierte auf dem Konzept, einige der Bomber im Osten Britisch-Indiens in der Region Bengalen zu stationieren, wo sie näher an Versorgungs- und Wartungseinrichtungen lagen und sie für ihre Angriffe über Flugplätze in der Region um Kweilin in China zu stationieren.

### Operation Enterprise
Für die Bomber wurden im Rahmen der Operation Enterprise in Nanning, Liuchow, Kweilin, Lingling, Hengyang, Suichuan, Chihkiang, Laohokow und Ankang große Stützpunkte errichtet. Die Japaner hielten die Bedrohung für groß genug, um ihre Operation Ichi-gō zu starten, um diese Gebiete zu erobern, damit den US-Bombern die Nutzung von Stützpunkten in Reichweite Japans verwehrt würde.

### Operation Matterhorn

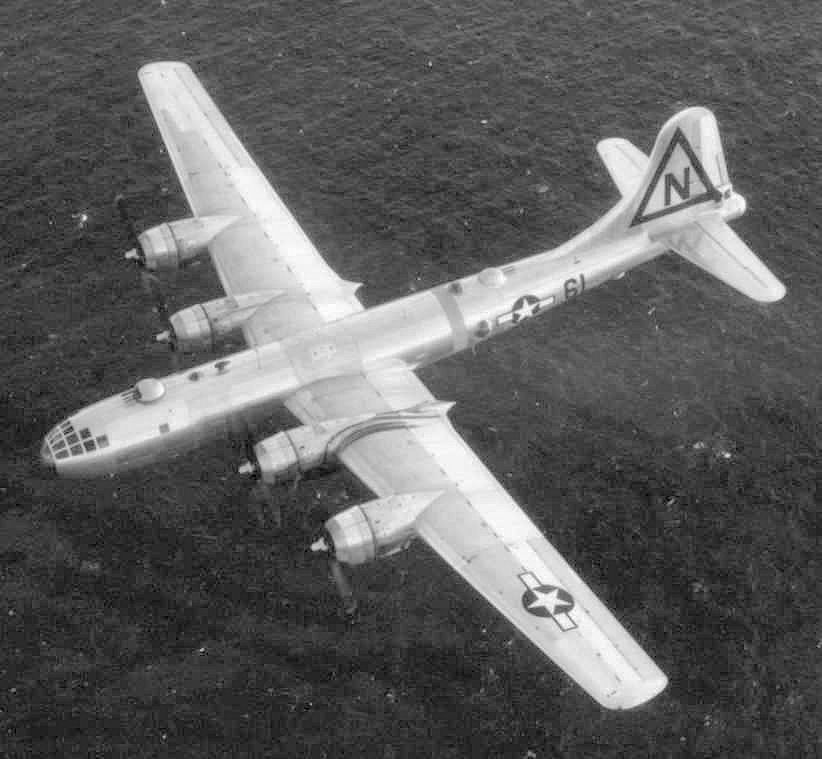
Boeing B-29 Superfortress

Aufgrund des starken japanischen Drucks gegen die von Stilwell und Chennault kommandierten Boden- und Luftstreitkräfte wurde dann der Matterhorn-Plan entwickelt und die Stützpunkte weiter landeinwärts in die Provinz Chengdu verlegt. Unter der Aufsicht von General Laurence S. Kuter plante die Air Plans Division des Luftstabs die Operation Matterhorn.
General Arnold genehmigte den Plan am 12. Oktober und legte ihn den Joint Chiefs of Staff der USA vor, nachdem er Präsident Roosevelt über General George C. Marshall, den Stabschef der United States Army, davon überzeugt hatte, dass bis dahin keine weitere strategische Bombardierung Japans möglich sei, bis die Marianen eingenommen wären. Letzteres befand sich allerdings noch in der Planungsphase. Roosevelt zeigte sich mit dem geplanten Starttermin am 1. Juni 1944 unzufrieden, da er Chiang Kai-shek versprochen hatte, dass die Bombardierungen am 1. Januar 1944 beginnen würden. Er stimmte dann aber unter der Bedingung zu, dass die Operation ein Jahr lang fortgesetzt würde.
Das Gesamtziel der Operation Matterhorn bestand darin, ausgewählte wichtige japanische Industrie zu beschädigen oder ganz zu zerstören. Dies würde die industrielle Unterstützung der japanischen Kriegsanstrengungen als Beitrag zum gesamten strategischen Luftplan verringern. Der Plan sah wie der in Europa ein Zwischenziel vor: die Neutralisierung der japanischen Luftwaffe durch Kampfhandlungen und die Zerstörung von Flugzeug- und Triebwerksfabriken. Dann würde die Zerstörung primärer Ziele erfolgen, deren Ausschaltung zu einer fatalen Schwächung, oder gar zum Zusammenbruch des japanischen Widerstandswillens und der Fähigkeit, den Kampf fortzusetzen, führen würde. Operationen von chinesischen Stützpunkten aus würden dieses Ziel fördern und die japanischen Schiffbau- und Marineressourcen reduzieren.

#### Problematiken
Ein großes Problem stellte die Reichweite dar, über die die B-29-Missionen geflogen werden sollten. Tokio, im Osten von Honshū, lag mehr als 3220 Kilometer von den vorgesehenen Stützpunkten in China entfernt und befand sich damit außerhalb der Reichweite der B-29. Die einzige Insel der großen japanischen Heimatinseln innerhalb des Kampfradius von 2575 Kilometern der B-29 war Kyūshū im Südwesten Japans.
Obwohl es sich bei der B-29 um ein für die damalige Zeit sehr fortschrittliches Kampfflugzeug handelte und obwohl die Entwicklung und Fertigung mit hoher Geschwindigkeit vorangetrieben worden war, litten die Flugzeuge noch immer unter vielfältigen mechanischen Problemen.
Bei den geplanten Flugstaffeln war das Problem noch komplexer. Bevor die Besatzungen von den Ausbildern in die Feinheiten der B-29 eingeführt werden konnten, mussten diese eine entsprechende Schulung durchlaufen. Als Kern für sein Ausbildungspersonal wurde Brigadegeneral Wolfe dazu ermächtigt, 25 Piloten und 25 Navigatoren mit hoher Qualifikation und Erfahrung in langen Überwasserflügen in viermotorigen Flugzeugen zu rekrutieren. Die Hauptschwierigkeit aber lag im Mangel an verfügbaren Flugzeugen.

#### Vorbereitung der Flugstützpunkte
Im Dezember 1943 trafen die ersten Bautrupps in Britisch-Indien ein, um den Bau von Flugplätzen in Britisch-Indien und China zu organisieren. Etliche tausend Inder begannen mit den Arbeiten zu vier dauerhaften Stützpunkten in Ostindien rund um Kharagpur. Etwa zur gleichen Zeit arbeiteten etwa 1600 Kilometer nordöstlich, jenseits des Himalaya, rund 350.000 Chinesen daran, vier Stützpunkte im Westen Chinas in der Nähe von Chengdu zu errichten.

Die Luftwaffenstützpunkte rund um Kunming in der westchinesischen Provinz Yunnan dienten während des gesamten Krieges als Drehscheibe für die nach China geflogenen Vorräte, Ausrüstung, Munition und vor allem Treibstoff. Sie waren für jede erfolgreiche Operation der Alliierten in China von entscheidender Bedeutung, da bis zur Verfügbarkeit der Ledo-Straße keine Land- oder Seewege offen waren, die als brauchbare Nachschublinie dienen konnten.

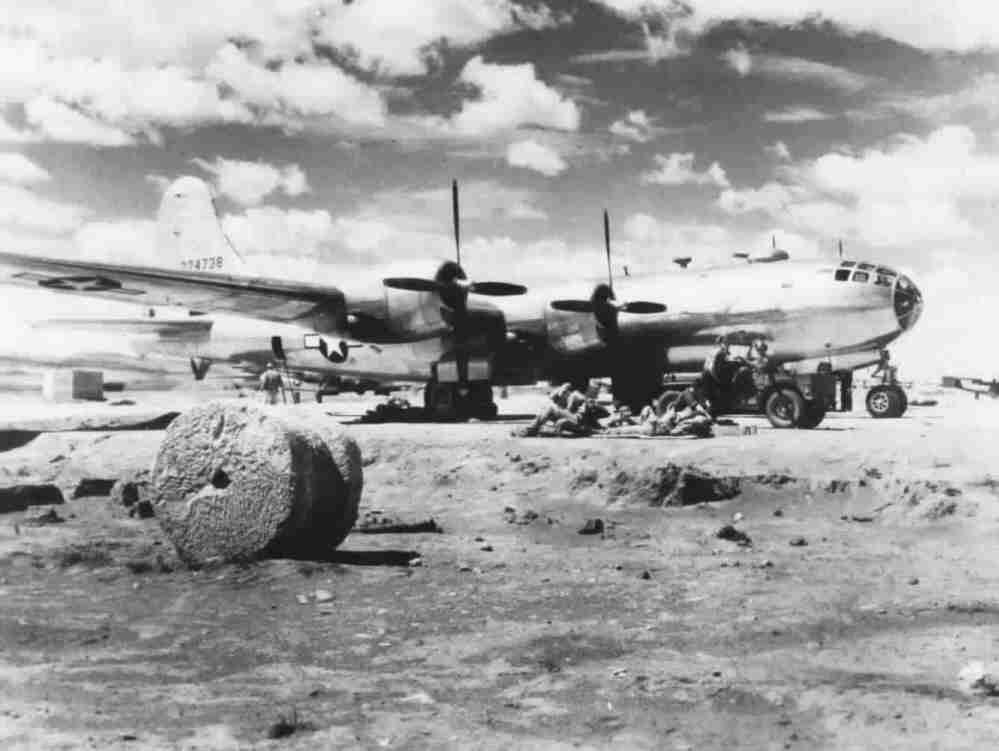
Eine B-29 der 40th Bombardment Group auf einem noch unfertigen Flugfeld in China

Es zeigte sich schon schnell nach Baubeginn der Flugplätze in China, dass die wirtschaftlichen und finanziellen Befürchtungen sehr real waren. Die US-Armee gab verschwenderisch Geld aus. Sie bot das Doppelte des mit den Chinesen vereinbarten Betrags, und es schien, als ob Geld für die US-Armee keine Rolle spielte. Es war fast unmöglich genügend Banknoten zu besorgen, um die vielen Arbeiter zu bezahlen, die die Flugplätze bauten. Während es für die Arbeiter schwierig war, ihren Lohn zu bekommen, war die Situation mit den enteigneten Grundbesitzern ebenso schlimm. Sie erhielten nur eine unvollständige Entschädigung für ihr verlorenes Land und die aus ihren Häusern und Arbeitsplätzen vertriebenen Bauern erhielten überhaupt keinen Lohn. Die Chinesen schätzten letztendlich die Kosten für die Flugfelder auf fünf Milliarden chinesische Yuan. Dies entsprach den Kosten von 350 Millionen US-Dollar bei einem damaligen offiziellen Wechselkurs von zwanzig chinesischen Yuan zu einem US-Dollar.
Die Planungen gingen trotz allem weiter voran, während General Stilwell in der Zwischenzeit das Oberkommando und die Kontrolle über das XX Bomber Command übernahm. Das eigentliche Kommando wurde von Generalmajor Stratemeyer ausgeübt. Washington befürchtete, wenn Chennault die Kontrolle über die B-29 erhielte, würde er sie zu nahe an japanisch besetztem Gebiet stationieren und sie auch dazu nutzen, japanische Schiffe auf den chinesischen Flüssen und vor der Küste zu bombardieren. Dieser Plan wiederum, so glaubte man, würde die Japaner dazu veranlassen, die Flugplätze zu erobern, deren wirksame Verteidigung durch die Chinesen von Washington und anderen als unrealistisch angesehen wurde.

#### Japanische Reaktion (Operation Ichi-gō)
Die amerikanischen Befürchtungen einer heftigen Reaktion auf den Bau der ostchinesischen Flugplätze erwiesen sich schnell als berechtigt. Das kaiserliche Hauptquartier in Japan beschloss am 17. Januar 1944, die Luftwaffenstützpunkte im Osten Chinas einzunehmen und zu zerstören. Die Japaner planten die Operation Ichi-gō in drei Phasen. Phase eins sollte im Juni und Juli stattfinden, mit dem Ziel, die strategisch wichtige Stadt und den Luftwaffenstützpunkt Hengyang zu erobern. Die zweite Phase, die im Juli beginnen und im September enden sollte, bestand darin, die Flugplatzkomplexe in Lingling, Kweilin und Liuchow zu beseitigen. Die letzte Phase sollte dann von Hengyang und Kanton ausgehen. Der im Oktober beginnende Feldzug sollte die Flugplätze der Fourteenth Air Force in Sichuan und Nanhsiung überrennen, die Kanton-Hankow Eisenbahnlinie erobern und die Stadt Nanning im äußersten Süden erobern.
Trotz der laufenden japanischen Offensive waren ab April 1944 die vier B-29-Gruppen der 58th Bombardment Wing verfügbar und acht Operationsbasen waren einsatzbereit.
|                    | 40. Bombardment Group                | 444. Bombardment Group               | 462. Bombardment Group              | 468. Bombardment Group                |
| ------------------ | ------------------------------------ | ------------------------------------ | ----------------------------------- | ------------------------------------- |
| Befehlhaber        | Oberst Leonard F. Harman             | Oberst Henry R. Sullivan             | Oberst Richard H. Carmichael        | Oberst Howard E. Engler               |
| Stationierungsorte | Chakulia (Indien), Hsinching (China) | Dudhkundi (Indien), Guanghan (China) | Piardoba (Indien), Qionglai (China) | Kalaikunda (Indien), Pengshan (China) |

Nach dem Fall von Hengyang wurde der japanische Vormarsch unter dem Befehl von Feldmarschall Hata Shunroku hauptsächlich durch logistische Schwierigkeiten begrenzt. Die Fourteenth Air Force griff die gefährdeten Nachschublinien der Japaner kontinuierlich mit großer Effektivität mit ihren Jagdflugzeugen an, während Pioniere der Armee die Zerstörung der vorderen Flugplätze überwachten, die nicht betriebsbereit in die Hände der Japaner fallen sollten. Gleichzeitig zwang der unaufhaltsame japanische Vormarsch Chennault dazu, darüber nachzudenken, die Luftwaffenstützpunkte weiter südlich um Kweilin und Liuchow aufzugeben. Nachdem sie sich von der Situation überzeugt hatten, ließ Stilwell Chennault den Befehl erteilen, die drei Flugfelder für schwere Bomber in der Nähe der Stadt zu zerstören.

## Ausführung der Angriffe
Am 5. Juni 1944 flogen die B-29 erstmals einen Kampfeinsatz. 98 Bomber von Stützpunkten in Britisch-Indien griffen das Makkasan-Bahnzentrum in Bangkok an. Um die Mission zu unterstützen, hatte die Enhanced Air Cooperation (EAC) einen B-24 Angriff im Morgengrauen auf den Flugplatz Don Mueang in Bangkok geplant, den Angriff jedoch aufgrund des schlechten Wetters abgesagt. Der Einsatz erwies sich als ein Fehlschlag, der Schaden war nur gering. Fünf Flugzeuge mussten notwassern, 14 weitere brachen vorzeitig ab und eine stürzte beim Start ab. Weniger als 20 Bomben fielen auf das Zielgebiet.

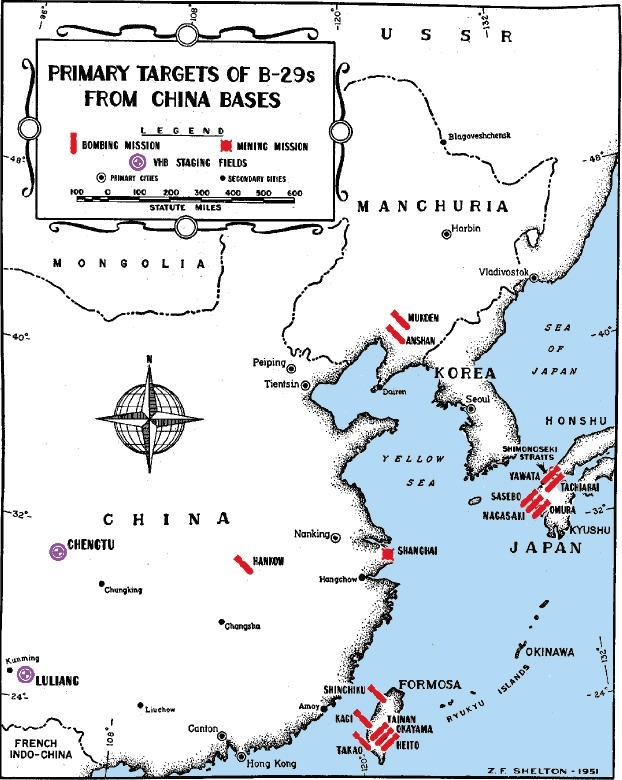
Hauptziele der B-29 Bomber der USAAF, die von Stützpunkten in China aus operierten

Der nächste Angriff startete am 15. Juni des Jahres und war auf die Eisenwerke in Yawata auf Kyūshū, Japan, gerichtet. Am selben Tag landeten die 2. und 4. Marinedivision auf Saipan (→ Schlacht um Saipan). Die beiden räumlich weit voneinander entfernten Angriffe wurden aus taktischen Gründen synchronisiert. Mit der Saipan-Operation eröffneten die Alliierten den Angriff auf die Marianen, der effektivere Stützpunkte für die Operation Matterhorn schaffen sollte. Von 68 in China gestarteten Maschinen gingen sieben aufgrund mechanischer Probleme und Unfälle verloren. Letztendlich schafften es tatsächlich aber nur 47 Flugzeuge nach Yawata und nur ein Flugzeug traf das Ziel mit einer 500-Pfund-Bombe. Dieser Angriff verdeutlichte die Schwierigkeit, von Britisch-Indien nach China und von dort zu japanischen Zielen zu operieren.
Unmittelbar nach dem Einsatz in Yawata ordnete General Arnold einen weiteren langen Angriff gegen Stahlwerke in der Mandschurei an. General Wolfe, Kommandeur des XX Bomber Command, protestierte dagegen vehement. Am 4. Juli löste Arnold Wolfe ab, der seine Erwartungen nicht erfüllte, und der Kommandeur des 58th Bombardment Wing, Brigadegeneral LaVerne G. Saunders, übernahm vorübergehend das XX Bomber Command.
Am 29. Juli griff das XX Bomber Command die Kokerei in Anshan in der Mandschurei an. Mindestens 100 B-29 waren an diesem Präzisionsangriff bei Tageslicht beteiligt. Nur 60 Maschinen kamen allerdings bis Anshan durch und die Auswirkungen waren nicht zufriedenstellend.
Der nächste Einsatz, die Operation Boomerang, betraf die Erdölraffinerie in Palembang in Niederländisch-Indien am 10. August und erforderte einen Hin- und Rückflug von über 6100 Kilometern. Die Ergebnisse waren leider dürftig. Am selben Tag schickte das XX Bomber Command eine kleine Angriffstruppe zu den Nakajima-Motorenwerken in Nagasaki auf Kyūshū. Der Nachtangriff blieb aber erfolglos.
Ein weiterer Angriff auf die Eisenwerke in Yawata wurde am 20. August bei Tageslicht geflogen. Die Verluste durch Kampf- und Einsatzzwecke waren hoch: 14 von 61 B-29 fielen aus. Auch hier war das Ergebnis wiederum enttäuschend.
Generalmajor Curtis LeMay, der als B-17-Kommandeur in Europa große Erfolge erzielt hatte, traf am 29. August ein, um das XX Bomber Command zu leiten.
Für LeMay bestand weiterhin das größte Hindernis bei der Operation darin, Nachschub, insbesondere Treibstoff, zu den vordersten Stützpunkten in China zu bringen. Auch andere Vorräte mussten eingeflogen werden, und insgesamt waren zwölf Hin- und Rückflüge über The Hump erforderlich, um einen Kampfeinsatz gegen Japan zu unterstützen.
Am 29. August schickte das XX Bomber Command unter dem Kommando von Generalmajor LeMay 108 B-29 gegen Anshan. Diesmal entstand erheblicher Schaden. Der Angriff wurde am 26. September bei Tageslicht mit 12 Flugzeug-Formationen wiederholt, aber eine Wolkendecke verdeckte das Ziel.
Die logistischen Probleme waren mittlerweile so schwerwiegend, dass das XX Bomber Command die Operationen hauptsächlich auf Ziele außerhalb Japans selbst beschränken musste:
| Datum          | Angriffsziel | Eingesetzte B-29 | Verlorene B-29 |
| -------------- | --- | ---------------- | -------------- |
| 14. Oktober    | Flugzeugmontagewerk Okayama auf Formosa | 131              | 2              |
| 16. Oktober    | Flugzeugmontagewerk Okayama auf Formosa | 38               | 0              |
| 17. Oktober    | Einansho Flugfeld, Formosa | 30               | 0              |
| 25. Oktober    | Ōmura-Flugzeugfabrik, Kyūshū | 58               | 0              |
| 3 November     | Rangierbahnhöfe, Rangun, Burma | 50               | 1              |
| 5. November    | Marinestützpunkt und Trockendock, Singapur Aufgrund der Schäden am King George VI Graving Dock konnte dieser nicht zur Reparatur der in der Schlacht im Leyte Golf beschädigten japanischen Schlachtschiffe benutzt werden. | 74               | 3              |
| 11. November   | Ōmura-Flugzeugfabrik, Kyūshū | 96               | 2              |
| 21. November   | Ōmura-Flugzeugfabrik, Kyūshū |                  |                |
| 27. November   | Bangkok, Thailand | 60               | 3              |
| 7. Dezember    | Mandschurische Flugzeugwerke, Mukden, China | 70               | 9              |
| 18. Dezember   | ausgedehntes Hafen- und Lagergebiet entlang des Jangtsekiang, China (erster Massenbrandbombenangriff) | 94               | 6              |
| 19. Dezember   | Ōmura-Flugzeugfabrik, Kyūshū | 36               | 5              |
| 21. Dezember   | Mandschurische Flugzeugwerke, Mukden, China | 55               | 0              |
| 3. Januar 1945 | Bangkok, Thailand | 49               | 2              |
| 9. Januar      | Kiirun, Formosa | 46               |                |

Weitere Angriffe im Januar galten wiederum Flugfeldern auf Formosa. Ebenso wurden Minen über den Häfen von Singapur und Indochina abgeworfen. Einer der zahlenmäßig größten Einsätze fand am 24. Februar statt, als 117 Flugzeuge den Empire-Trockendock im Hafen von Singapur bombardierten. Bei zwölf eigenen Verlusten konnten etwa 39 Prozent der Lagerfläche in der Nähe des Docks niedergebrannt werden. Allerdings wurden bei dem Angriff auch etliche zivile Ziele getroffen, was auf die starke Rauchentwicklung zurückzuführen war, da die Bomben blind abgeworfen werden mussten.
Die Gesamteffektivität war insgesamt gesehen enttäuschend, was auf die schlechte Logistiksituation, ungünstiges Wetter und frühe Trainingsprobleme mit einem neuen und unerprobten Flugzeug zurückzuführen war.

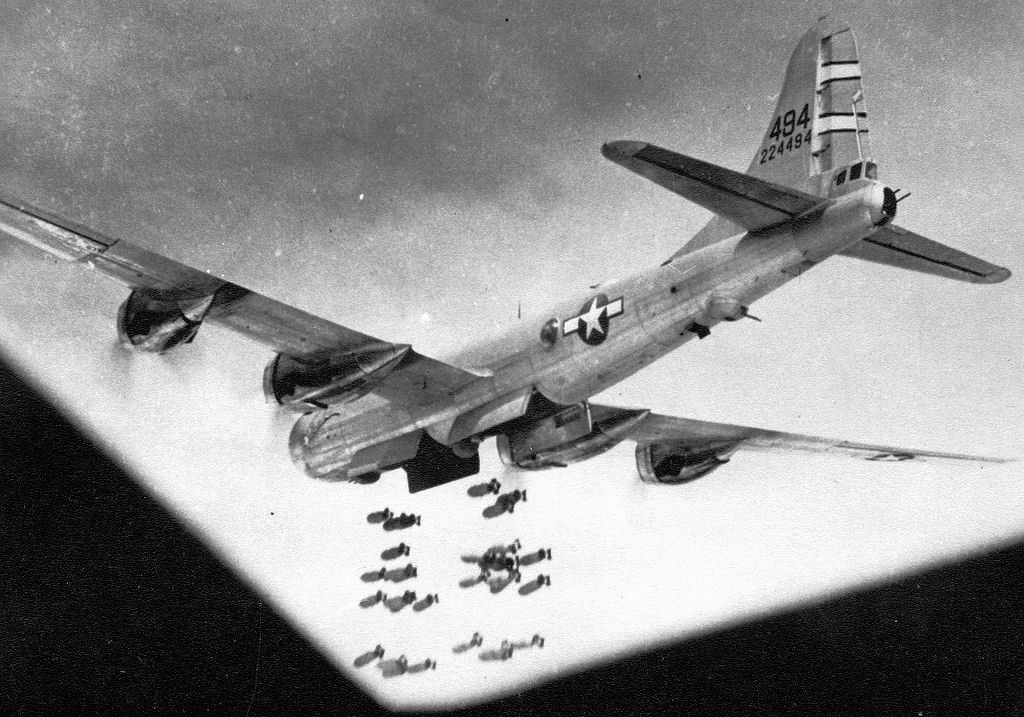
Boeing B-29-30-BW Superfortress der 468. Bombardment Group beim Abwurf der Bomben

Nachdem LeMay das Kommando über das XX Bomber Command übernommen hatte, brachte er zwei Innovationen mit, die er in Europa eingeführt und erfolgreich eingesetzt hatte: seine 12er-„Kampfbox“, die die Vierer-Formation ersetzte, die sogenannte „Diamond Four“, die die B-29 zuvor geflogen waren, und das „lead crew system“, Leitung durch die Führungsflugzeuge, bei dem die B-29 ihre Bomben auf Signale der Führungsflugzeuge hin die Bomben abwarfen, anstatt einzeln zu bombardieren. Dadurch konnten die Ergebnisse der Bombenangriffe verbessert werden.
Allerdings konnte auch LeMay einige der bestehenden Probleme nicht lösen. Das Wetter über Ostasien und Japan war meistens schlecht und die meteorologischen Informationen, die dem XX Bomber Command zur Verfügung standen, waren sehr lückenhaft. Dementsprechend war es dem Kommando nur vereinzelt möglich, das nur seltene günstige Wetter für Sichtbombardierungen aus großer Höhe zu nutzen.
Zudem drängten die japanischen Streitkräfte die chinesischen Armeen weiter nach Westen und bedrohten die chinesischen Stützpunkte, und auch das Verhältnis zwischen Stilwell und Chiang Kai-shek begann sich zunehmend zu verschlechtern.

## Das Ende der Operation Matterhorn
Die Nachteile der Operationen von China aus waren so groß, dass die Joint Chiefs of Staff im Dezember 1944 beschlossen, die Operation Matterhorn von dort einzustellen und die B-29 und ihre Besatzungen nach Tinian auf die Marianen zu verlegen. Servicemitarbeiter und einige B-29 blieben unter dem Kommando von Lord Louis Mountbatten in Indien zurück und wurden erst im März zu den anderen Einheiten verlegt. Am 6. Januar 1945 gab Arnold bekannt, dass er LeMay zum neuen Kommandeur des XXI Bomber Command auf den Marianen ernennen und damit Brigadegeneral Haywood S. Hansell ersetzen würde.
Aufgrund der verzweifelten taktischen Lage in China zog sich das Kommando in der letzten Januarwoche 1945 aus seinen Einsatzgebieten in Chengtu zurück. Der letzte Einsatz aus China wurde am 15. Januar gegen Shinchiku auf Formosa geflogen. Bis zum 30. März wurden aber weiterhin Einsätze von Indien aus geflogen. Darunter waren Angriffe auf Saigon, die Cam Ranh Bay, Penang und die Mündung des Huangpu in Shanghai. Bald darauf verlegten die Kampfgruppen und ihre unterstützenden Einheiten auf die Marianen und das XX Bomber Command zog nach Okinawa, wurde aber im Juli aufgelöst und in die Eighth Air Force eingegliedert.